# Jesus i sina föräldrars hus
Jesus i sina föräldrars hus (engelska: Christ in the House of His Parents) är en målning av John Everett Millais från 1849–1850. Den skildrar Jesu familj i Josefs snickarverkstad. Målningen var mycket kontroversiell när den först ställdes ut och fick många negativa recensioner, bland annat av Charles Dickens. Den gjorde det tidigare dunkla prerafaelitiska brödraskapet berömt och var en bidragande orsak till debatten om realism inom konsten.

## Målningen
Målningen skildrar den unge Jesus som hjälper sin far i hans verkstad. Josef skapar en dörr som ligger på ett arbetsbord. Jesus har skurit sig i handen på en spik och såret visar ett tecken på stigmatisering, föreställande sår efter korsfästelsen. Medan Anna tar bort spiken med en tång, erbjuder Maria sin kind för en kyss samtidigt som Josef undersöker Jesu skadade hand. Den unge Johannes döparen kommer med vatten för att tvätta såret vilket föreställer Jesu dop. En av Josefs medhjälpare, som representerar en blivande apostel ser på. I bakgrunden finns flera föremål som visar målningens teologiska betydelse. En stege som refererar till Jakobs stege med en duva som symboliserar Den helige Ande, lutar mot bakväggen. Andra snickarverktyg symboliserar treenighetsläran. Millais använde troligen Albrecht Dürers trästick Melankolin som källa för sin fantasi, tillsammans med quattrocentoarbeten. Fåren i bakgrunden symboliserar den framtida kristna skaran.
Det har även ansetts att Millais influerades av John Rogers Herberts "Our Saviour Subject to His Parents at Nazareth".

## Kritik mot målningen
Målningen var mycket kontroversiell då den första gången ställdes ut, på grund av dess realistiska skildring av en snickarverkstad, speciellt smutsig och skräpet på golvet. Detta stod i bjärt kontrast till det vanliga synsättet på Jesus, hans familj och apostlarna i kläder som påminde om romersk toga. Charles Dickens anklagade Millais för att porträttera Maria som alkoholist som han ansåg 
"vara så vedervärdig i sin fulhet att ... hon stod ut från det övriga sällskapet som ett monster från de uslaste kabaréerna i Frankrike, eller den sämsta ginbutiken i England."
 Jesus var en "pojke med skev nacke i nattsärk som såg ut som han hade slagit sig under en lek i rännstenen utanför." Andra kritiker ansåg att karaktärerna visade tecken på rakitis och andra sjukdomar som fanns i slumförhållanden. På grund av kontroversen bad Viktoria I av Storbritannien om att målningen skulle hämtas till Buckingham Palace så att hon kunde titta på den privat.

## Konsekvenser
Effekterna av de kritiska kommentarerna var att den prerafaelitiska rörelsen blev berömd och att en debatt skapades om relationerna mellan modernism, realism och medievalism inom konsten. Kritikern John Ruskin stödde Millais i brev till pressen och i sin föreläsning Prerafaelism trots att han själv ogillade målningen. Dess användning av symbolisk realism ledde till en bredare rörelse inom vilken typologi kombinerades med detaljerade iakttagelser.